# Première guerre de Tchétchénie
Pour les articles homonymes, voir Guerres en Tchétchénie.
Conflit russo-tchétchène
Batailles
Batailles d'avant-guerre
- 1re Grozny
- Destruction de l'armée de l'air tchétchène (ru)

1994–1995
- Dolinskoïe
- Khankala
- 2e Grozny
- Bombardement de Chali
- Incident d'Aksaï (ru)
- Crise de Boudionnovsk
- Vedeno
- Bamout
- Massacre de Samachki
- Goudermes

1996
- Crise de Kizliar-Pervomaïskoïe
- Crise des otages de la mer Noire
- 3e Grozny
- Chatoï
- Attentat de Naltchik (ru)
- 4e Grozny

La première guerre de Tchétchénie est un conflit post-soviétique entre les Forces armées de la fédération de Russie et les séparatistes de la Tchétchénie (située dans le Caucase du Nord russe) qui se déroule de 1994 (date du déclenchement de l'offensive militaire russe) à 1996 (date de l'accord de paix de Khassaviourt).

## Contexte

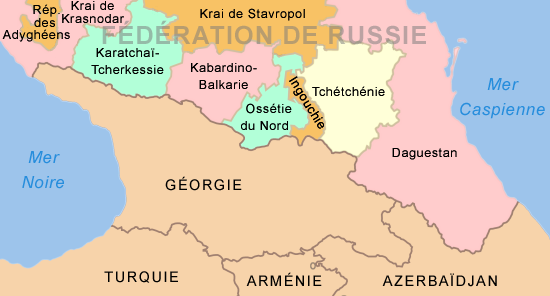
Carte des républiques et des kraïs du Caucase du Nord russe.

Après l'éclatement de l'URSS, Moscou doit faire face à l'indépendantisme des Tchétchènes, ces « insoumis chroniques » qui ont manifesté la plus vive opposition à la Russie qui ait jamais existé dans l'histoire soviétique,. En 1991, la Tchétchénie, dirigée par le président Djokhar Doudaïev, proclame son indépendance et refuse de signer, en 1992, le traité constitutif de la fédération de Russie, après avoir adopté une constitution dans laquelle la Tchétchénie se déclare « État souverain démocratique » avec la suprématie de la Constitution sur son territoire et l'indivisibilité de la souveraineté. Après quelques vaines tentatives de déstabiliser Doudaïev et de réimposer son pouvoir sur la république par l'instauration d'un blocus économique et aérien et par le biais de coups de force en soutenant l'opposition antidoudaevienne,, Moscou fait alors intervenir ses troupes.

## Le conflit

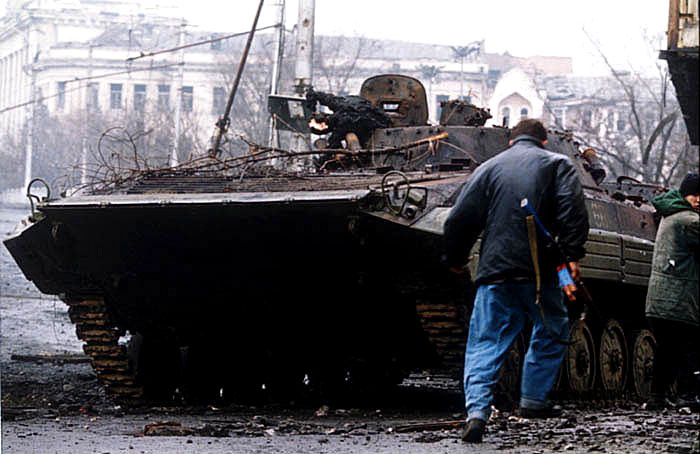
Véhicule russe de transport blindé (BMP-2), hors de combat, lors de l'assaut sur Grozny.

L'attaque surprise de l'armée russe en 1994 sous le commandement de Boris Eltsine, le premier président de la Russie post-soviétique, devient, avec de 30 000 à 250 000 soldats, la plus grande opération militaire organisée par Moscou depuis son intervention en Afghanistan, si bien que, lors d'une conférence de presse, en janvier 1995, le ministre de la Défense Pavel Gratchev, qui affirmait au départ pouvoir prendre Grozny « en deux heures avec un régiment de parachutistes », finit par déclarer : « L'Afghanistan, par rapport à la Tchétchénie, c'est une bagatelle ».
Eltsine avait besoin d'une guerre fulgurante et victorieuse pour prouver à son peuple que la Russie était encore une superpuissance et asseoir ainsi son autorité comme commandant en vue de l'élection présidentielle. À aucun moment, ni avant,,, ni après le début de la guerre, il n'accepte de rencontrer en tête-à-tête le président tchétchène, en expliquant qu'on ne négocie pas avec des « bandits ». Le leadership russe exige la capitulation pure et simple de Doudaïev, en lui promettant, dans le cas contraire, « le destin de Carthage », cité phénicienne sur les côtes d'Afrique du Nord détruite et rasée par Rome en 146 avant J.-C. Pour Eltsine, les indépendantistes tchétchènes « sont des chiens enragés [et] il faut les abattre comme des chiens enragés ».
Mais au lieu d'une blitzkrieg spectaculaire la guerre s'avéra un échec militaire et humanitaire pour la Russie qui rencontra une résistance féroce de combattants tchétchènes. Les attentes du cabinet de Boris Eltsine, qui pensait qu'une frappe chirurgicale rapide serait suivie rapidement par une capitulation des séparatistes et un changement de régime, sont déçues. De plus, cette guerre ne fit pas l'unanimité à la fois au sein du gouvernement et de l'armée. Le premier adjoint du commandant en chef des troupes terrestres russes Édouard Vorobiov démissionna, persuadé que « l'armée ne doit pas être utilisée dans son pays à des fins politiques » et que s'il est nécessaire de « réprimer un peuple soulevé », c'est aux troupes intérieures et non pas à l'armée de s'en charger,. De son côté, Boris Gromov, dernier commandant en chef de l'armée soviétique en Afghanistan, s'y opposa également en disant : « Ce sera un bain de sang, un autre Afghanistan » ou encore : « Il est impossible de vaincre un peuple. Il n'y a rien de tel dans l'histoire mondiale ». Sans s'accommoder de la sécession de la Tchétchénie, Gromov désapprouva en même temps « un choix barbare des moyens militaires » déployés contre elle, prônant une solution politique au conflit.
Le 9 février 1995, bien que le moral des troupes ne fût pas au plus haut et qu'il y eût des cas de désertion, l'armée russe s'empara de la capitale, Grozny, après l'avoir massivement bombardée. La petite force aérienne séparatiste tchétchène ainsi que la flotte aérienne civile sont détruites dans les premières heures des opérations. Près de 400 000 personnes fuient les combats très meurtriers, qui font au total jusqu'à 100 000 victimes,,.
En mars 1996, un rapport de la Commission des droits de l'homme des Nations unies affirme que 100 personnes dont une majorité de civils ont été tuées au village frontalier tchétchène de Samachki les 7-8 avril 1995 par les forces russes, tandis que d'autres sources, telles que le Comité international de la Croix-Rouge et Amnesty International, font monter le nombre de morts du massacre à 250 civils tués,. À partir de là, la guerre s'étend aux autres villes tchétchènes, qui tombent les unes après les autres, toujours après d'intenses pilonnages. Djokhar Doudaïev meurt touché par un missile russe, localisé par le biais de son téléphone portable. Le 6 août 1996, les Tchétchènes reprennent Grozny après de violents combats. La Russie négocie le cessez-le-feu en échange du retrait de ses troupes.
Les pertes russes furent importantes. Une mauvaise stratégie utilisée en guerre urbaine et des équipages faiblement entraînés se sont soldés par la destruction de 225 véhicules blindés, dont 62 T-72 et T-80, durant le premier mois d'opérations soit 10,23 % des engins engagés initialement dans ce conflit.

## Violations des droits humains

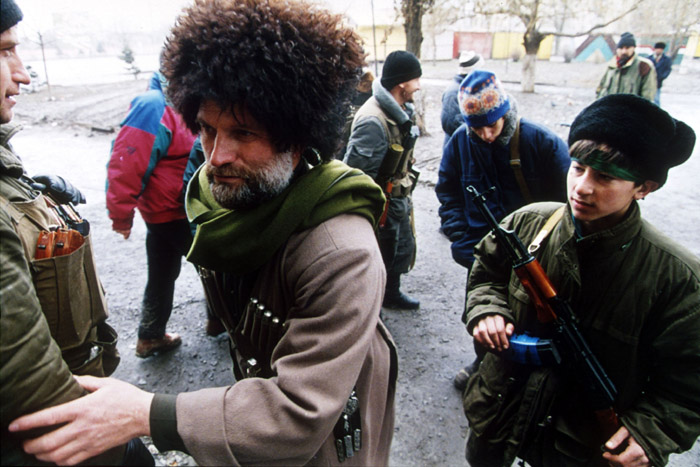
Combattants tchétchènes dans les rues de Grozny en janvier 1995.

Les organisations des droits de l'homme ont accusé les forces russes de se livrer à un usage indiscriminé et disproportionné de la force, ce qui a entraîné de nombreux décès de civils (par exemple, selon Human Rights Watch, de l'artillerie et des roquettes russes ont tué au moins 267 civils lors de combats pour le contrôle de Goudermes, seconde ville, pour la taille, de Tchétchénie, en décembre 1995). La stratégie russe dominante visait à recourir à de lourdes frappes d'artillerie et aériennes tout au long du conflit, menant certaines sources occidentales et tchétchènes à considérer ces bombardements de terreur comme étant délibérés et toute l'offensive comme étant un génocide. Les soldats russes ont souvent empêché les civils d'évacuer des zones de danger imminent et les organisations humanitaires de porter assistance aux civils dans le besoin. Il a été largement soutenu que les troupes russes, en particulier celles appartenant au MVD (troupes du ministère de l'Intérieur), ont en partie commis des actes systématiques de torture et des exécutions sommaires contre des sympathisants séparatistes.
De leur côté, les combattants séparatistes ont aussi commis des violations des droits de l'homme. En effet, non seulement ils se rendront plus tard, lors de la nouvelle campagne russo-tchétchène, coupables d'attentats contre des civils russes hors de Tchétchénie, mais déjà, en juin 1995 et en janvier 1996, ils ont lancé deux raids en Russie, respectivement à Boudennovsk et à Kizliar, qui tous les deux ont débouché sur des prises d'otages et l'utilisation de ceux-ci comme boucliers humains, procédés d'ailleurs déjà employés par les Russes.

## Réaction occidentale
Les Occidentaux étaient souvent critiqués par des observateurs pour leur passivité, voire leur complicité, à l'égard de la Russie. « Par une ironie du sort, relève le politologue britannique Nafeez Mosaddeq Ahmed en se référant au journaliste canadien Eric Margolis, la guerre menée par la Russie [en Tchétchénie] avait reçu le soutien de l'ancien ennemi de l'époque de la guerre froide, les États-Unis. Le président Clinton avait prêté 11 millions de dollars à Eltsine pour financer l'opération et se rendit même à Moscou pour féliciter Eltsine, en comparant la féroce répression russe de la minuscule Tchétchénie à la guerre civile américaine, et en ayant même l'audace d'appeler Eltsine l'Abraham Lincoln de la Russie. L'étendue de l'appui américain à la campagne russe fut à nouveau révélée lorsqu'en 1996, il fut dit que Clinton avait ordonné à la CIA de fournir à Moscou des appareils de ciblage électronique ultra-secrets qui permirent aux Russes d'assassiner le président tchétchène, Djokhar Doudaïev, alors que celui-ci menait des négociations de paix avec Moscou sur son téléphone portable ».
Ces informations méritent cependant d'être nuancées. Certes, Bill Clinton apportait un « soutien franc et massif » à Eltsine qu'il appréciait comme « un être attentif, bien préparé et un porte-parole efficace de son pays », lequel avait, selon lui, « de la chance de l'avoir à sa tête ». Aussi, maintiendra-t-il son ferme soutien au chef du Kremlin même après que celui-ci a déclenché une guerre contre la Tchétchénie,. Mais la comparaison d'Eltsine avec Abraham Lincoln n'était sûrement qu'implicite, par le biais d'un parallèle que Clinton dressa entre la guerre de la Russie contre une Tchétchénie en quête de son indépendance et la guerre de Sécession américaine au XIXe siècle. C'est d'ailleurs exactement le même rapprochement que faisaient de leur côté le ministre des Affaires étrangères russe Andreï Kozyrev et, à sa façon, Eltsine lui-même (sauf qu'il poussait encore plus loin l'analogie avec l'histoire américaine en évoquant, dans une interview à Time, une prétendue tentative de sécession de la vallée du Wyoming d'avec la Pennsylvanie en 1787). Quant à l'aide financière des États-Unis et de l'Ouest en général à la Russie, elle n'était pas non plus destinée uniquement et expressément à soutenir l'offensive russe en Tchétchénie, bien que d'aucuns, même en Russie, accusassent l'Occident de « financer la guerre en accordant des crédits à Moscou ou en rééchelonnant sa dette ».
De même, certains journalistes reprochaient à l'Europe d'avoir « ferm[é] les yeux » sur le coup de force en Tchétchénie, allant même jusqu'à affirmer que « les Tchétchènes mènent [pourtant] une guerre d'indépendance qui en vaut mille autres que la communauté internationale a naguère favorisées, sinon suscitées ». C'est le cas, entre autres, de la reportrice au Figaro Laure Mandeville qui déplore « la lâcheté et l'aveuglement dont nos politiques ont fait preuve pendant le massacre des Tchétchènes » ou encore de François Jean, chercheur à la Fondation Médecins sans frontières, qui dénonçait la « politique du mensonge » « dans cette guerre où […] toutes les normes et engagements internationaux sont ouvertement violés, dans l'indifférence générale ».

## Faits liés à la guerre
Du 16 au 19 janvier 1996, le ferry Avrasaya battant pavillon panaméen avec 177 passagers et 55 membres d'équipage à bord a été détourné dans un port turc de Trabzon par un groupe de treize individus armés pro-tchétchènes, qui ont menacé de tuer plus de 100 otages russes si les forces russes ne cessaient pas leurs attaques contre les séparatistes tchétchènes près de Kizliar dans la république russe du Daghestan ; le 9 janvier 1996, la ville avait été prise d'assaut par environ 250 séparatistes tchétchènes, prenant en otage deux à trois mille personnes, notamment à l'hôpital de la ville.
La prise d'otages s'est terminée au bout de trois jours sans effusion de sang avec la libération en toute sécurité par les autorités turques de plus de 219 otages sains et saufs ; 13 personnes ont été hospitalisées pour cause de maladie et de blessures,.

## Les conséquences

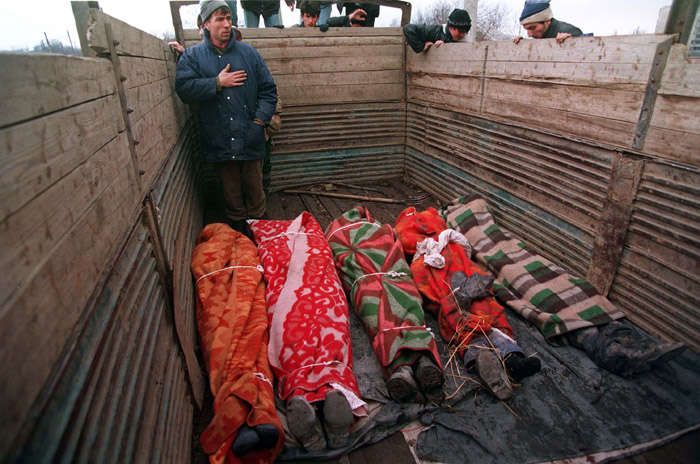
Tchétchènes tués par les forces russes.

Incapable de continuer des opérations militaires d'une telle complexité, la Russie jette l'éponge. Un accord politique est signé le 31 août 1996 à Khassaviourt, au Daghestan, par le secrétaire du Conseil de sécurité de Russie Alexandre Lebed et le chef d'État-major tchétchène Aslan Maskhadov. Cet accord conduisit à un statu quo laissant à la Tchétchénie (rebaptisée « république tchétchène d'Itchkérie ») une autonomie gouvernementale de facto et reportant les pourparlers sur l'indépendance (« les bases des relations mutuelles ») jusqu'en 2001. Volontairement ambigu, l'accord de Khassaviourt fit l'objet d'interprétations diamétralement opposées de la part de Moscou et de Grozny. Toujours est-il qu’il consacrait la défaite militaire de la Russie, et la reconnaissance de facto (mais non de jure) par elle de l'indépendance de la Tchétchénie,. Le 31 décembre 1996, les dernières unités russes quittèrent le territoire tchétchène. Le 12 mai 1997, Boris Eltsine et Aslan Maskhadov (élu entre-temps président de la Tchétchénie) conclurent au Kremlin un traité de paix, dans lequel les deux parties « guidées par la volonté de mettre fin à des siècles de confrontation » s'engageaient à « abandonner pour toujours l'usage de la force et la menace d'user de la force dans toutes les questions litigieuses [et à] maintenir des relations en accord avec les principes généralement reconnus et les normes du droit international ». Avant d'apposer sa signature au traité, Eltsine raya du texte la référence aux accords de Khassaviourt, tant leur souvenir serait désagréable à une partie des élites russes.
En dehors de la reprise de Grozny par les indépendantistes, le dénouement politique du conflit fut le fruit de la détermination de Lebed, qui, muni des pleins pouvoirs pour régler le dossier tchétchène, signa les accords de Khassaviourt malgré les tentatives de sabotage des « faucons de guerre » et les protestations d'un autre négociateur côté russe, Vladimir Loukine, que ses homologues tchétchènes accusent de leur avoir lancé : « Vous ne vous en sortirez pas comme ça, nous reviendrons en Tchétchénie, ! »
Finalement, aucun des deux partis n'arrive à respecter ses engagements. Les Russes se sentent humiliés « devant le monde entier » : leur immense « armée dont tout le monde avait peur et qui faisait tous trembler s'est avérée bonne à rien », selon les termes du général Vladislav Atchalov, ancien commandant des troupes aéroportées de l'Union soviétique. Le soldat russe avait l'impression de « s'être fait cracher dessus » et d'être « déshonoré », se souviendra plus tard le général Guennadi Trotchev, l'un des commandants des troupes russes en Tchétchénie. Et d'ajouter : « Le monde entier se moquait de lui. La toute petite Tchétchénie a écrasé la grande Russie !, voilà le bruit qui courait à travers le monde. » Pour Trochev, « personne n'a causé plus de tort à l'armée russe que Lebed », et « la majorité absolue des officiers » serait honteuse d'avoir compté ce général parmi les leurs. Même constat pour le ministre de l'Intérieur Anatoli Koulikov : différents membres de l'armée et des forces de l'ordre, « du simple soldat au général », évoquent, dit-il, un acte de « trahison nationale ». Koulikov assimile lui-même les partisans de la paix de Khassaviourt au général Vlassov et au maréchal Pétain, tous deux connus pour leur collaborationnisme avec les nazis pendant la Deuxième Guerre mondiale. Ainsi, les militaires jusqu'au-boutistes voient Lebed comme un traître et, à l'affût d'une occasion de prendre leur revanche, cherchent à entretenir, sinon accroître, l'instabilité de la Tchétchénie d'après-guerre,. Les accords de Khassaviourt sont également perçus comme une « honte » et une « capitulation face aux bandits » par plus d'un membre des hautes sphères politiques de l'État. Le ministre de la justice Valentin Kovalev et la chambre haute du Parlement décrètent que l'accord Lebed-Maskhadov est dépourvu de toute valeur juridique, tandis qu'une centaine de députés de la chambre basse tentent de le faire déclarer illégal par la Cour constitutionnelle. Même Lebed, artisan des accords, soulignera plus tard que ceux-ci n'avaient aucune valeur juridique et qu'en les signant il se disait intérieurement qu'il fallait vite former 50 000 volkodav (« étrangleurs de loups »), chiens de grandes races utilisés pour la chasse au loup auquel les combattants tchétchènes s'identifiaient volontiers, le loup étant le symbole national de la Tchétchénie indépendantiste,. Ce sentiment de rejet de la paix de Khassaviourt alimente un attentisme et une volonté de vengeance chez les élites russes, qui n'accordent guère leur soutien à la Tchétchénie ni ne lui versent les subventions nécessaires à la reconstruction de ses infrastructures, contrairement à ce qui est promis à Khassaviourt,. Pour empêcher une éventuelle reconnaissance internationale de la République tchétchène autoproclamée, les autorités russes font savoir qu'elles rompront leurs relations diplomatiques avec tout pays qui reconnaîtrait la Tchétchénie indépendante. Enfin, dès mars 1999, Moscou commence à élaborer le plan d'une nouvelle offensive en Tchétchénie et à activement renforcer sa frontière avec elle en vue des prochaines hostilités.
Quant aux Tchétchènes, ils fêtent en grande pompe leur victoire fragile, mais le bilan de la guerre est très lourd pour eux : une population décimée, un territoire détruit, des champs minés, une économie dévastée, un taux de chômage proche de 90 %,. La nouvelle situation s'envenime par la radicalisation islamique d'une frange des anciens combattants tchétchènes non-reconvertis qui s'organisent en force d'opposition politique armée,, avec entre autres le chef de guerre Chamil Bassaïev à leur tête. Ne voulant pas les désarmer de force au risque de provoquer un affrontement fratricide intra-tchétchène et de fournir, par la même occasion, un prétexte à la Russie pour intervenir, Maskhadov adopte une politique d'apaisement envers les islamistes tchétchènes : il tente de former un gouvernement de coalition, proclame la charia et décrète la création d'un conseil islamique présidentiel à statut législatif (choura). Ses efforts restent pourtant vains : les islamistes continuent de refuser son autorité et ils l'affaiblissent, notamment en mettant en place leur propre choura qui court-circuite les organes officiels gouvernementaux. S'y ajoute l'activité destructrice d'un autre ancien chef de guerre, Salman Radouev, dont Maskhadov affirme qu'il est atteint de schizophrénie et qu'il n'a pas toute sa tête. Il n'en reste pas moins que Radouev, entouré d'une garde personnelle, défie les forces de l'ordre, lesquelles ne parviennent pas à le capturer conformément à une décision de justice ordonnant son emprisonnement ferme pour tentative de coup d'État. Enfin, le dernier défi, et non le moindre, de Maskhadov est celui d'enrayer le phénomène de kidnapping contre rançon. Mais malgré certains efforts pour combattre le fléau, celui-ci persiste et prospère.
C'est dans ces circonstances qu'éclate, en août-septembre 1999, une seconde guerre de Tchétchénie, en réponse aux attentats de 1999 et à l'incursion au Daghestan de Bassaïev et de son allié Khattab, le tout conjugué au désir de revanche des généraux russes.

## Dans l'art
- Purgatoire, long métrage de 1997.

### Témoignages
- Jusqu'au bout, Éric Bouvet